# أحمد عبد الرحمن الزياني
أحمد عبد الرحمن الزياني (ولد في 1914 في المحرق، البحرين - توفي في 14 يونيو 2004) رجل أعمال بحريني. كان أول من فكر في الصناعة الفندقية الحديثة في البحرين.

## النشأة والتعليم
ولد الزياني في العام 1914. هو حفيد الشخصية الوطنية عبد الوهاب بن حجي الزياني.
التحق بمدرسة الهداية الخليفية واشترك في أول مظاهرات طلابية تطالب بإصلاح التعليم وإعادة المعلمين العرب الوطنيين إلى أعمالهم بعد أن نفتهم السلطات البريطانية إلى الهند.

## المسيرة المهنية
سافر صغيرا للعمل في الهند دلالا في تجارة اللؤلؤ وهي المهنة التي ورثها عن أبيه وجده. بقي في الهند حوالي 32 عاما وتحول إلى التجارة العامة بعد انحسار التجارة في اللؤلؤ. مكنته التجارة وحسن السيرة في الهند من لقاء الشخصيات السياسية البارزة ومنهم الملك سعود بن عبد العزيز آل سعود وأمراء الكويت. في هذه الأثناء كان الزياني يقيم في بمبي ويعمل وسيطا بين تجار اللؤلؤ الخليجيين والمشترين الهنود والأوروبيين الأمر الذي أتاح له بناء علاقات وصداقات مع أصحاب النفوذ والمسؤولين الحكوميين وهو ما سهل له شراء مختلف أنواع البضائع من الأسواق الهندية بالأجل وإرسالها مع المسافرين إلى البحرين التي كانت تعاني شحا في البضائع والسلع بسبب ظروف الحرب العالمية الثانية وفرض الحكومة الهندية قيودا صارمة على التصدير إلا بترخيص أو كوتا معينة.
عاد إلى البحرين في أواخر الستينات ليستقر نهائيا فيها. كان أول من فكر في الصناعة الفندقية الحديثة بإنشاء فندق دلمون ومن بعده فندق الدبلومات. أسهم بأفكاره في إنشاء المنطقة الدبلوماسية.
أنشأ ومول مركز تدريب المعلمين التابع لوزارة التربية والتعليم.
ساهم ماليا في بناء مركز عيسى الثقافي.
عمل في السنوات الأخيرة من حياته على كتابة مذكراته التي شاء أن يقدمها للشباب تشجيعا لهم على تخطي الصعاب وعدم الاستسلام لليأس وذلك انطلاقا من سيرته العملية.

## الحياة الشخصية
متزوج ولديه رياض، فيصل، وناصر، وعادل، ومريم.

## الوفاة
توفي في 14 يونيو 2004 خارج البحرين عن عمر ناهز 90 عاما.